# Rhodopina fruhstorferi
Rhodopina fruhstorferi är en skalbaggsart som först beskrevs av Stefan von Breuning 1961.  Rhodopina fruhstorferi ingår i släktet Rhodopina och familjen långhorningar. Inga underarter finns listade i Catalogue of Life.